# Senhora do Porto
Senhora do Porto este un oraș în Minas Gerais (MG), Brazilia.